# Tony Way
Tony Paul Way (Rochford, 7 ottobre 1978) è un attore britannico.

## Biografia
Tony Way è nato a Rochford, nell'Essex, ed è cresciuto a Wickford, città dove ha frequentato la Beauchamps High School. Ha iniziato la sua carriera recitativa all'età di diciassette anni e ha debuttato in televisione nel 1997 in due episodi di The Fast Show. Tra le sue varie partecipazioni a film cinematografici si ricordano Ali G (2002), Down Terrace (2009), Millennium - Uomini che odiano le donne (2011), Anonymous (2011), Killer in viaggio (2013) e Edge of Tomorrow - Senza domani (2014).
Tra il 2012 e il 2014, Way ha interpretato il ruolo di Dontos Hollard nella serie televisiva HBO Il Trono di Spade (Game of Thrones).

## Filmografia parziale

### Cinema
- Ali G (Ali G Indahouse), regia di Mark Mylod (2002)
- Cheeky, regia di David Thewlis (2003)
- Neverland - Un sogno per la vita (Finding Neverland), regia di Marc Forster (2004)
- Down Terrace, regia di Ben Wheatley (2009)
- Beyond the Pole, regia di David L. Williams (2009)
- London Boulevard, regia di William Monahan (2010)
- Anonymous, regia di Roland Emmerich (2011)
- Millennium - Uomini che odiano le donne (The Girl with the Dragon Tattoo), regia di David Fincher (2011)
- Killer in viaggio (Sightseers), regia di Ben Wheatley (2013)
- Edge of Tomorrow - Senza domani (Edge of Tomorrow), regia di Doug Liman (2014)
- Posh (The Riot Club), regia di Lone Scherfig (2014)
- Brand New-U, regia di Simon Pummell (2015)
- Convenience, regia di Keri Collins (2015)
- High-Rise - La rivolta (High-Rise), regia di Ben Wheatley (2015)
- Codice criminale (Trespass Against Us), regia di Adam Smith (2016)
- Mindhorn, regia di Sean Foley (2016)
- For Love or Money (The Revenger: An Unromantic Comedy), regia di Mark Murphy (2019)

### Televisione
- The Fast Show – serie TV, episodi 3x03-3x07 (1997)
- Fun at the Funeral Parlour – serie TV, 12 episodi (2001-2002)
- Tunnel of Love – film TV (2004)
- Tittybangbang – serie TV, 21 episodi (2005-2007)
- Fairy Tales – miniserie TV, 1 episodio (2000)
- Torn Up Tales – film TV (2008)
- No Heroics – serie TV, 3 episodi (2008-2009)
- Above Their Station – film TV (2010)
- Money – miniserie TV, 2 episodi (2010)
- Mongrels – serie TV, 16 episodi (2010-2011)
- Burge & Way – film TV (2011)
- Sherlock – serie TV, 1 episodio (2012)
- Il Trono di Spade (Game of Thrones) – serie TV, stagioni 2-4, 6 episodi (2012-2014)
- Derek - serie TV, 1 episodio (2014)
- Doctor Who – serie TV, 1 episodio (2014)
- Not Going Out – serie TV, 1 episodio (2014)
- The Life of Rock with Brian Pern – serie TV, 3 episodi (2014)
- Asylum – miniserie TV, 1 episodio (2015)
- Pompidou – serie TV, 1 episodio (2015)
- House of Fools – serie TV, 2 episodi (2015)
- Inside No. 9 – serie TV, 1 episodio (2015)
- Murder in Successville – serie TV, 1 episodio (2015)
- Philip K. Dick's Electric Dreams – serie TV, episodio 1x01 (2017)
- Collateral – serie TV, 2 episodi (2018)
- After Life – serie TV, 12 episodi (2019-2022)
- Giri / Haji - Dovere / Vergogna – serie TV, 5 episodi (2019-in corso)

## Doppiatori italiani
Nelle versioni in italiano delle opere in cui ha recitato, Tony Way è stato doppiato da:
- Roberto Stocchi in Anonymous, Edge of Tomorrow - Senza domani
- Alessandro Messina in Millennium - Uomini che odiano le donne, Collateral
- Manfredi Aliquò in Ali G
- Fabrizio Odetto ne Il Trono di Spade
- Edoardo Stoppacciaro in Codice criminale
- Emiliano Reggente in For Love or Money
- Stefano Thermes in After Life
- Emilio Mauro Barchiesi in Giri / Haji - Dovere / Vergogna
- Stefano Starna in Here